# Clifford J. Rogers
Clifford Jeffrey Rogers (* 17. Oktober 1967) ist ein US-amerikanischer Historiker.

## Leben
Rogers studierte an der Rice University (B.A.) in Houston, Texas und der Ohio State University (M.A.) in Columbus, Ohio. 1994 erwarb er einen Ph.D. (Thema: War Cruel and Sharp. English Strategy under Edward III, 1327–60) in Geschichte in Columbus.
Er war u. a. von 1994 bis 1995 John M. Olin Postdoctoral Fellow in Militär- und Strategiegeschichte an der Yale University in New Haven, Connecticut, von 2005 bis 2006 war er Leverhulme Visiting Professor am Callaghan Centre for Conflict Studies der Swansea University, und Fulbright Fellow am Institute of Historical Research in London. Seit 2006 ist er Professor für Geschichte am Department of History der United States Military Academy in West Point, New York, an der er seit 1995 lehrt.
Seine Forschungsschwerpunkte sind Militärgeschichte und Mittelalterliche Geschichte. Er ist u. a. Mitherausgeber des Journal of Medieval Military History und Herausgeber der dreibändigen  Oxford Encyclopedia of Medieval Warfare and Military Technology. Darüber hinaus gehört er dem Editorial Advisory Board der Zeitschrift War in History an.
Seit 2004 ist er Fellow der Royal Historical Society.

## Auszeichnungen
- 1993: Alexander Prize Medal der Royal Historical Society für Edward III and the Dialectics of Strategy, 1327–1360
- 1994: Moncado Prize der Society for Military History für The Military Revolutions of the Hundred Years War
- 2000: Phi Kappa Phi Scholastic Achievement Award
- 2003: Verbruggen Prize der De Re Militari für War Cruel and Sharp. English Strategy under Edward III, 1327–1360
- 2009: Verbruggen Prize der De Re Militari für Soldiers’ Lives through History. The Middle Ages
- 2011: Distinguished Book Award der Society for Military History für The Oxford Encyclopedia of Medieval Warfare and Military Technology

## Schriften (Auswahl)
- Hrsg.: The Military Revolution Debate. Westview Press, Boulder 1995, ISBN 0-8133-2054-2.
- Hrsg.: The Wars of Edward III. Sources and Interpretations. Boydell and Brewer, Woodbridge 1999, ISBN 1-84383-527-4.
- War Cruel and Sharp. English Strategy under Edward III, 1327–1360. Boydell and Brewer, Woodbridge 2000, ISBN 0-85115-804-8.
- Hrsg. mit Mark Grimsley: Civilians in the Path of War. University of Nebraska Press, Lincoln 2002, ISBN 0-8032-2182-7.
- Soldiers’ Lives through History. The Middle Ages. Greenwood, New York 2007, ISBN 978-0-313-33350-7.
- Essays on Medieval Military History. Strategy, Military Revolutions, and the Hundred Years War. Ashgate/Variorum, London 2010, ISBN 978-0-7546-5996-9.
- Hrsg.: The Oxford Encyclopedia of Medieval Warfare and Military Technology. Oxford University Press, New York 2010, ISBN 978-0-19-533403-6.
- mit Ty Seidule, Samuel J. Watson (Hrsg.): The West Point History of the American Revolution. Simon & Schuster, New York 2017, ISBN 978-1-4767-8275-1.
- Medieval Warfare: Technology, Military Revolutions, and Strategy. Taylor & Francis, 2024, ISBN 978-1-04-009954-4.